# Base naval

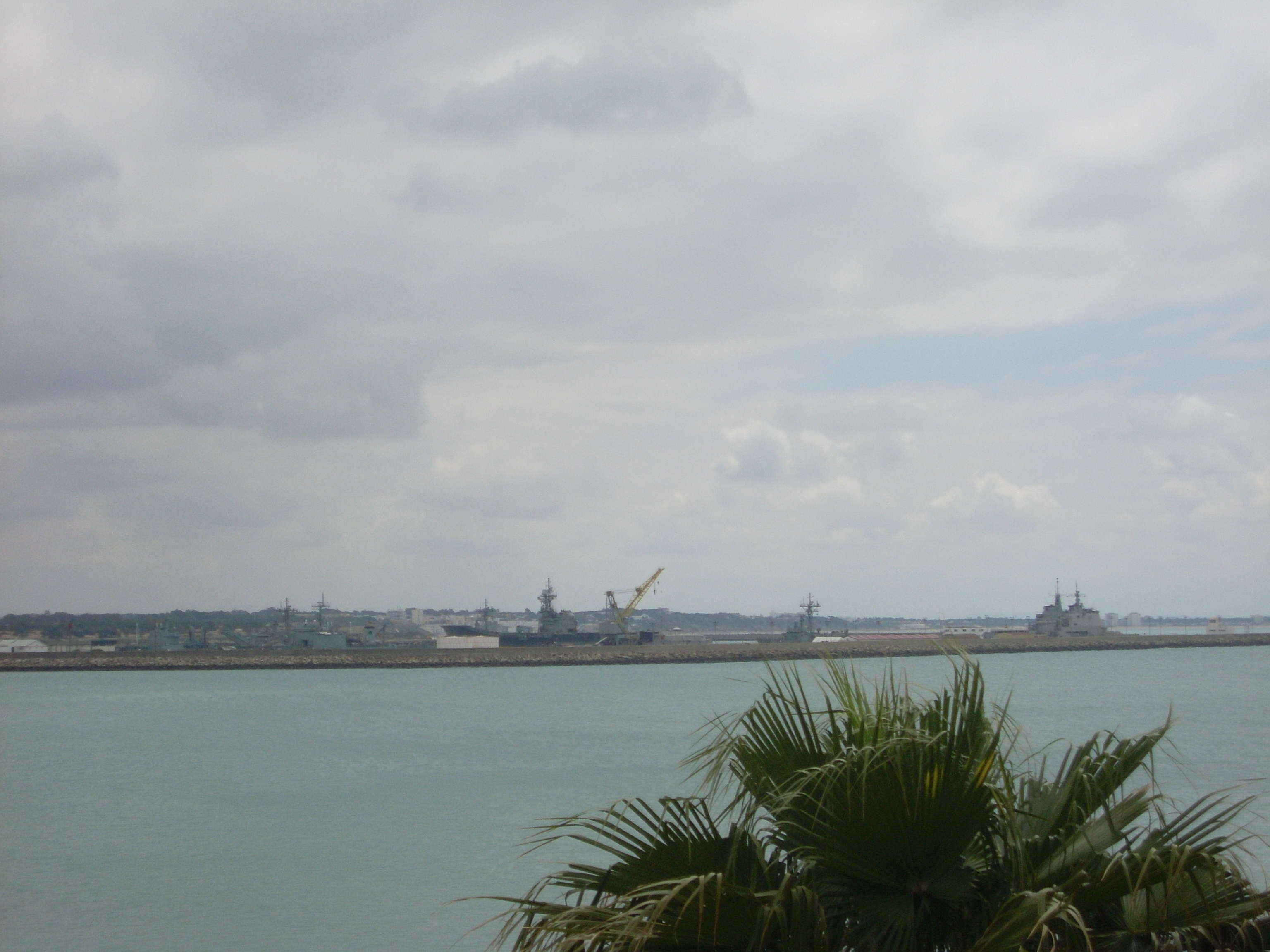
Vista de la base naval de Rota (Cadis)

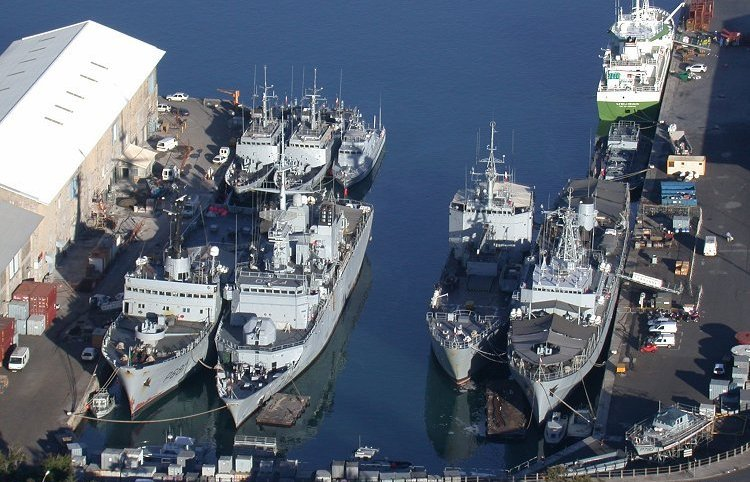
Base naval francesa a l'illa de Réunion, aplegant (d'esquerra a dreta de la foto) el vaixell de patrulla Albatros, la fragata Floréal, els vaixells de la classe P400 La Rieuse i La Boudeuse i el vaixell de patrulla de la Gendarmerie Navale Jonquille, el batral La Grandière i la Garonne, darrere del dipòsit CIGH22 i del vaixell Vétiver (fora de l'aigua)

Una base naval és una base militar, generalment un port marítim on una força militar naval pot aixoplugar-se, abastir-se i fer algunes reparacions menors. La base naval hostatja les construccions militars i no és el mateix que un port mercantil. Algunes bases navals hostatgen temporalment aparells d'aviació que normalment estan en els vaixells però que experimenten manteniment quan els vaixells són al port. Les bases navals són els punts de suport de les flotes de guerra d'un estat. Actualment les condicions tècniques permeten una gran autonomia als vaixells però en temps antics calien, del segle xvii a l'inici del segle xx, calia per a cada estat tenir nombroses bases navals de suport, fins i tot amb el pas de la navegació a vela a la de vaixells accionats per motors de vapor va caldre incrementar la dependència de les vases navals per tal de reaprovisionar-se de carbó. Aquesta situació va canviar amb l'arribada de la propulsió per energia nuclear i també per a l'abastiment de combustible en plena mar. Una base naval pot estar associada a un arsenal, una drassana o una base aèria i en aquest darrer cas s'anomena base aeronaval.